# Jörg Ritzerfeld
Jörg Ritzerfeld (Suhl, 28 giugno 1983) è un ex saltatore con gli sci tedesco.

## Biografia
In Coppa del Mondo esordì il 1º gennaio 2001 a Garmisch-Partenkirchen (44°) e ottenne il primo podio il 12 febbraio 2005 a Pragelato (3°).
In carriera prese parte a due edizioni dei Campionati mondiali (5° nella gara a dal trampolino lungo a Oberstdorf 2005 il miglior risultato) e a una dei Mondiali di volo, Harrachov 2002 (40°).

## Palmarès

### Mondiali juniores
- 1 medaglia:
  - 1 bronzo (gara a squadre a Karpacz/Szklarska Poręba 2001)

### Universiadi
- 1 medaglia:
  - 1 bronzo (gara a squadre a Harbin 2009)

### Coppa del Mondo
- Miglior piazzamento in classifica generale: 25º nel 2007
- 2 podi (entrambi a squadre):
  - 2 terzi posti